# 阿拉瓜河
阿拉瓜河（西班牙語：Río Aragua）是委內瑞拉的河流，由阿拉瓜州負責管轄，河道全長58公里，最終注入華倫西亞湖，河畔城鎮有拉維多利亞、聖馬特奧、卡瓜、拉恩克魯西哈達和帕洛內格羅。